# Nati nel 1976/Febbraio
| Questa pagina contiene informazioni ricavate automaticamente dalle voci biografiche con l'ausilio del template Bio e di un bot. L'aggiornamento è periodico e automatico e ricostruisce completamente la pagina. Se manca una persona in questa lista, sei pregato di non aggiungerla, ma accertati piuttosto che la sua voce biografica contenga il template Bio e che i dati anagrafici siano correttamente compilati. Se il template Bio manca, inseriscilo tu stesso o, in alternativa, metti l'avviso {{tmp\|Bio}} che ne segnala la mancanza. Se i dati riportati sono sbagliati, correggi direttamente la voce biografica; le modifiche saranno visibili in questa lista entro pochi giorni. Per chiarimenti vedi il progetto biografie. La lista contiene solo le 353 persone che sono citate nell'enciclopedia e per le quali è stato implementato correttamente il template Bio. Pagina aggiornata al 2 ago 2025. |

- 1º febbraio - Aleksandr Bogomolov, pallavolista russo
- 1º febbraio - Giuseppe Guerini, politico italiano
- 1º febbraio - Katrín Jakobsdóttir, politica islandese
- 1º febbraio - Muteba Kidiaba, ex calciatore della Repubblica Democratica del Congo
- 1º febbraio - Julien Loy, triatleta francese
- 1º febbraio - Emanuele Martorelli, scrittore e musicista italiano
- 1º febbraio - Marcus Nash, ex giocatore di football americano statunitense
- 1º febbraio - David Petrasek, ex hockeista su ghiaccio svedese
- 1º febbraio - Mat Rogers, rugbista a 13 e rugbista a 15 australiano
- 1º febbraio - Pier Giovanni Rutzittu, ex calciatore italiano
- 1º febbraio - Giacomo Tedesco, allenatore di calcio e ex calciatore italiano
- 2 febbraio - Ali Sadpara, alpinista pakistano († 2021)
- 2 febbraio - Steven Dewick, ex nuotatore australiano
- 2 febbraio - Frédéric Dufour, canottiere francese
- 2 febbraio - Antonio Grant, ex cestista statunitense
- 2 febbraio - Paul Gustard, allenatore di rugby a 15 e rugbista a 15 inglese
- 2 febbraio - James Hickman, ex nuotatore britannico
- 2 febbraio - Jani Honkavaara, allenatore di calcio e ex calciatore finlandese
- 2 febbraio - Bruno Heleno Pereira da Silva, ex calciatore brasiliano
- 2 febbraio - Abel Terevarua, ex calciatore tahitiano
- 2 febbraio - Petter Wastå, ex calciatore svedese
- 2 febbraio - Salman bin Sultan Al Sa'ud, principe, militare e politico saudita
- 3 febbraio - Stéphane Antiga, allenatore di pallavolo e ex pallavolista francese
- 3 febbraio - Daddy Yankee, cantante, rapper e produttore cinematografico portoricano
- 3 febbraio - Mathieu Dandenault, ex hockeista su ghiaccio canadese
- 3 febbraio - Tijana Dapčević, cantante macedone
- 3 febbraio - Isla Fisher, attrice australiana
- 3 febbraio - Tim Heidecker, comico, sceneggiatore e regista statunitense
- 3 febbraio - Cătălin Hîldan, calciatore rumeno († 2000)
- 3 febbraio - Vitalij Ivanov, ex pallamanista e allenatore di pallamano russo
- 3 febbraio - Stojan Kolev, allenatore di calcio e ex calciatore bulgaro
- 3 febbraio - Vitali Maevici, ex calciatore moldavo
- 3 febbraio - Magic Box, musicista e cantante italiano
- 3 febbraio - Michal Mareš, ex giocatore di calcio a 5 ceco
- 3 febbraio - Dwayne Rudd, ex giocatore di football americano statunitense
- 3 febbraio - Vinni, cantante e rapper norvegese
- 3 febbraio - Eihi Shiina, attrice e modella giapponese
- 3 febbraio - Tyr, cantante e rapper norvegese
- 4 febbraio - Chen Kun, attore e cantante cinese
- 4 febbraio - Veysel Cihan, ex calciatore turco
- 4 febbraio - Tiziana Ciprini, politica italiana
- 4 febbraio - Toshiaki Fushimi, ex pistard giapponese
- 4 febbraio - Cam'ron, rapper e attore statunitense
- 4 febbraio - Ėduard Gricun, ex pistard russo
- 4 febbraio - Avdullah Hoti, politico kosovaro
- 4 febbraio - Cecilie Hagen Larsen, ex sciatrice alpina norvegese
- 4 febbraio - Aleksandr Petrenko, cestista russo († 2006)
- 4 febbraio - Murat Şahin, allenatore di calcio e ex calciatore turco
- 4 febbraio - Carlos Toro, calciatore cileno
- 5 febbraio - John Aloisi, allenatore di calcio e ex calciatore australiano
- 5 febbraio - Abhishek Bachchan, attore indiano
- 5 febbraio - Laïd Bessou, ex siepista algerino
- 5 febbraio - William Child-Villiers, X conte di Jersey, nobile britannico
- 5 febbraio - Nancy Feber, ex tennista belga
- 5 febbraio - Tony Jaa, artista marziale, attore e stuntman thailandese
- 5 febbraio - Brian Moorman, giocatore di football americano statunitense
- 5 febbraio - Andrew Morgan, astronauta statunitense
- 5 febbraio - Jopie van Oudtshoorn, ex velocista sudafricano
- 5 febbraio - Vibeke Saugestad, cantante norvegese
- 5 febbraio - Martín Scelzo, ex rugbista a 15 argentino
- 5 febbraio - Attila Sávolt, ex tennista, allenatore di tennis e telecronista sportivo ungherese
- 5 febbraio - Anton Šoltís, allenatore di calcio e ex calciatore slovacco
- 6 febbraio - Marie Cavallier, principessa francese
- 6 febbraio - Sebastiàn De La Fuente, allenatore di calcio argentino
- 6 febbraio - Tanja Frieden, ex snowboarder svizzera
- 6 febbraio - Jake Gibb, giocatore di beach volley statunitense
- 6 febbraio - James Hiroyuki Liao, attore statunitense
- 6 febbraio - Luisa Marchio, allenatrice di calcio e ex calciatrice italiana
- 6 febbraio - Riccardo Pasini, produttore televisivo e autore televisivo italiano
- 6 febbraio - Robert Roselia, ex pugile francese
- 6 febbraio - Maria Simon, attrice e musicista tedesca
- 6 febbraio - Michele Strazzabosco, ex hockeista su ghiaccio italiano
- 6 febbraio - Solange Witteveen, ex altista argentina
- 6 febbraio - Tim Young, ex cestista statunitense
- 6 febbraio - Kim Zmeskal, allenatrice di ginnastica artistica e ex ginnasta statunitense
- 7 febbraio - Florent Brard, ex ciclista su strada francese
- 7 febbraio - Mariangela Cirone, ex cestista italiana
- 7 febbraio - Åshild Irgens, illustratrice norvegese
- 7 febbraio - Kim Ji-yun, ex cestista sudcoreana
- 7 febbraio - Lina Marsico, ex calciatrice italiana
- 7 febbraio - Azər Məmmədov, allenatore di calcio e ex calciatore azero
- 7 febbraio - Daisuke Oku, calciatore giapponese († 2014)
- 7 febbraio - Rischio, rapper italiano
- 7 febbraio - Sreto Ristić, allenatore di calcio e ex calciatore serbo
- 7 febbraio - Mark Sanford, ex cestista e allenatore di pallacanestro statunitense
- 7 febbraio - Milivoje Simeunović, ex giocatore di calcio a 5 sloveno
- 8 febbraio - Walter Avalos, ex calciatore paraguaiano
- 8 febbraio - Michael Boulding, ex calciatore inglese
- 8 febbraio - Sharon Duncan-Brewster, attrice britannica
- 8 febbraio - Capone, rapper statunitense
- 8 febbraio - Anna Melikjan, regista e sceneggiatrice russa
- 8 febbraio - Jeremy Rebek, ex hockeista su ghiaccio canadese
- 8 febbraio - Jorge Vargas, allenatore di calcio e ex calciatore cileno
- 8 febbraio - Nicolas Vouilloz, pilota di rally e ex mountain biker francese
- 8 febbraio - Yang Shaoqi, ex schermitrice cinese
- 9 febbraio - Charlie Day, attore e sceneggiatore statunitense
- 9 febbraio - Kama, cantautore italiano
- 9 febbraio - Vik Lalić, allenatore di calcio e ex calciatore croato
- 9 febbraio - Walter Lapeyre, tiratore a segno francese
- 9 febbraio - Elvis Perkins, cantautore statunitense
- 9 febbraio - Davide Possanzini, allenatore di calcio e ex calciatore italiano
- 9 febbraio - Ionela Târlea, ex velocista e ostacolista rumena
- 9 febbraio - Johnny Vegas, allenatore di calcio e ex calciatore peruviano
- 10 febbraio - Lance Berkman, ex giocatore di baseball statunitense
- 10 febbraio - Jody Cameron, ex cestista neozelandese
- 10 febbraio - Federico D'Incà, politico italiano
- 10 febbraio - Pascal Dias, ex calciatore francese
- 10 febbraio - Keeley Hawes, attrice e ex modella britannica
- 10 febbraio - Miroslav Holeňák, ex calciatore ceco
- 10 febbraio - Carmelo Imbriani, allenatore di calcio e calciatore italiano († 2013)
- 10 febbraio - Zaza Janashia, ex calciatore georgiano
- 10 febbraio - Carlos Jiménez, ex cestista e allenatore di pallacanestro spagnolo
- 10 febbraio - Magdelín Martínez, ex triplista italiana
- 10 febbraio - Tony McDonnell, ex calciatore irlandese
- 10 febbraio - Vedran Runje, allenatore di calcio e ex calciatore croato
- 10 febbraio - Ryu Ji-hye, tennistavolista sudcoreana
- 10 febbraio - Marcin Sapa, ex ciclista su strada polacco
- 10 febbraio - Delio Toledo, ex calciatore paraguaiano
- 10 febbraio - Ivo Vieira, allenatore di calcio e ex calciatore portoghese
- 10 febbraio - Vanessa da Mata, cantautrice brasiliana
- 11 febbraio - Tony Battie, ex cestista statunitense
- 11 febbraio - Simone Billi, politico italiano
- 11 febbraio - Luca Briziarelli, politico italiano
- 11 febbraio - Sha Money XL, produttore discografico e disc jockey statunitense
- 11 febbraio - Alenka Dovžan, ex sciatrice alpina slovena
- 11 febbraio - Allison Feaster, ex cestista statunitense
- 11 febbraio - Peter Hayes, chitarrista statunitense
- 11 febbraio - Alexandra Neldel, attrice e doppiatrice tedesca
- 11 febbraio - Ricardo Pereira, ex calciatore portoghese
- 11 febbraio - Ximena Peña, politica ecuadoriana
- 11 febbraio - Bryce Salvador, ex hockeista su ghiaccio canadese
- 11 febbraio - Lee Walker, giocatore di snooker gallese
- 11 febbraio - Yoo Sun, attrice sudcoreana
- 11 febbraio - Tatsuya Yamaguchi, pilota motociclistico giapponese
- 12 febbraio - Remo Anzovino, compositore e musicista italiano
- 12 febbraio - Mara Buzzanca, ex cestista e allenatrice di pallacanestro italiana
- 12 febbraio - Christian Cullen, ex rugbista a 15 neozelandese
- 12 febbraio - Robert Gerwarth, storico e scrittore tedesco
- 12 febbraio - Mónica Silvana González, politica spagnola
- 12 febbraio - Ndjadi Kingombe, ex cestista danese
- 12 febbraio - Vladimír Malár, ex calciatore ceco
- 12 febbraio - Kapela Mbiyavanga, ex calciatore della Repubblica Democratica del Congo
- 12 febbraio - Christopher Pettiet, attore statunitense († 2000)
- 12 febbraio - Silvia Saint, ex attrice pornografica ceca
- 12 febbraio - Michele Totire, allenatore di pallavolo italiano
- 12 febbraio - Moisés Villarroel, ex calciatore cileno
- 13 febbraio - Sara Colzi, allenatrice di calcio e ex calciatrice italiana
- 13 febbraio - Feist, cantautrice canadese
- 13 febbraio - Nadir Lamyaghri, ex calciatore marocchino
- 13 febbraio - Darrel Lewis, ex cestista statunitense
- 13 febbraio - Giulia Montanarini, attrice, showgirl e ex modella italiana
- 13 febbraio - Dave Padden, cantante e chitarrista canadese
- 13 febbraio - Mickaël Pichon, pilota motociclistico francese
- 13 febbraio - Maria del Rosario Romanò, ex pallavolista argentina
- 13 febbraio - Martín Sastre, regista e artista uruguaiano
- 14 febbraio - Juan Luis Alonso Doral, allenatore di calcio a 5 spagnolo
- 14 febbraio - Brendon Dedekind, ex nuotatore sudafricano
- 14 febbraio - Frank Dehne, pallavolista tedesco
- 14 febbraio - Liv Kristine, cantante norvegese
- 14 febbraio - Milan Hejduk, ex hockeista su ghiaccio ceco
- 14 febbraio - Erica Leerhsen, attrice statunitense
- 14 febbraio - Moreno Longo, allenatore di calcio e ex calciatore italiano
- 14 febbraio - David Parenzo, giornalista, conduttore radiofonico e conduttore televisivo italiano
- 14 febbraio - Fabián Pumar, ex calciatore uruguaiano
- 14 febbraio - Jens Arne Svartedal, ex fondista norvegese
- 14 febbraio - Yuan Yuan Tan, ballerina cinese
- 14 febbraio - Anthony Wright, ex giocatore di football americano statunitense
- 15 febbraio - Héctor Aguirre, ex calciatore guatemalteco
- 15 febbraio - Brandon Boyd, cantante statunitense
- 15 febbraio - Danijel Brezič, ex calciatore sloveno
- 15 febbraio - Emad El-Nahhas, allenatore di calcio e ex calciatore egiziano
- 15 febbraio - Óscar Freire, ex ciclista su strada spagnolo
- 15 febbraio - Daniel Fridman, scacchista lettone
- 15 febbraio - Michael Gargiulo, serial killer statunitense
- 15 febbraio - Giōrgos Karagkoutīs, ex cestista greco
- 15 febbraio - Henrik Nilsson, canoista svedese
- 15 febbraio - Thomas Olsson, ex calciatore svedese
- 15 febbraio - Ángel Luis Rodríguez, ex calciatore panamense
- 15 febbraio - Francisco Neri, ex calciatore brasiliano
- 15 febbraio - Ronnie Vannucci, batterista statunitense
- 15 febbraio - Aigars Vītols, ex cestista lettone
- 16 febbraio - Alex Braga, conduttore televisivo e conduttore radiofonico italiano
- 16 febbraio - Hnat Domenichelli, dirigente sportivo e ex hockeista su ghiaccio canadese
- 16 febbraio - Kyo, cantante e poeta giapponese
- 16 febbraio - Lazaros Loizidis, lottatore greco
- 16 febbraio - Dragan Mladenović, ex calciatore serbo
- 16 febbraio - Richard Núñez, ex calciatore uruguaiano
- 16 febbraio - Keith O'Neill, ex calciatore irlandese
- 16 febbraio - Joe Odagiri, attore giapponese
- 16 febbraio - Rodgers Rop, ex maratoneta keniota
- 16 febbraio - Henrik Rydström, allenatore di calcio e ex calciatore svedese
- 16 febbraio - Tuomas Sammelvuo, allenatore di pallavolo e ex pallavolista finlandese
- 16 febbraio - Yari Selvetella, scrittore e giornalista italiano
- 16 febbraio - Andrea Tonti, dirigente sportivo e ex ciclista su strada italiano
- 16 febbraio - Janet Varney, attrice, doppiatrice e conduttrice televisiva statunitense
- 17 febbraio - Edmilson Alves, ex calciatore brasiliano
- 17 febbraio - Svein Berge, cantante, tastierista e batterista norvegese
- 17 febbraio - Devis Cagnardi, allenatore di pallacanestro italiano
- 17 febbraio - Kelly Carlson, attrice e ex modella statunitense
- 17 febbraio - Đuro Ostojić, ex cestista montenegrino
- 17 febbraio - Guido Pagliuca, allenatore di calcio e ex calciatore italiano
- 17 febbraio - José Antonio Redolat, ex mezzofondista spagnolo
- 17 febbraio - Peter Robertson, triatleta australiano
- 17 febbraio - Almira Skripchenko, scacchista e giocatrice di poker moldava
- 18 febbraio - Katja Dörner, politica tedesca
- 18 febbraio - Klara Geywitz, politica tedesca
- 18 febbraio - Daniele Gregori, allenatore di calcio e ex calciatore italiano
- 18 febbraio - Denis Hickie, ex rugbista a 15 e dirigente d'azienda irlandese
- 18 febbraio - Adrián Palomares, dirigente sportivo e ex ciclista su strada spagnolo
- 18 febbraio - Sjaak Polak, allenatore di calcio e ex calciatore olandese
- 18 febbraio - Chanda Rubin, ex tennista statunitense
- 18 febbraio - Thomas Schmidt, canoista tedesco
- 18 febbraio - Zeev Suraski, programmatore israeliano
- 18 febbraio - Scott Tucker, ex nuotatore statunitense
- 19 febbraio - Lorenzo Basso, politico italiano
- 19 febbraio - Federico Capece, ex calciatore argentino
- 19 febbraio - Maxime Chattam, scrittore francese
- 19 febbraio - Dan Fogelman, sceneggiatore, produttore cinematografico e regista statunitense
- 19 febbraio - Ivo Heuberger, ex tennista svizzero
- 19 febbraio - Seo Ji-won, cantante sudcoreano († 1996)
- 19 febbraio - Andrew Pitt, pilota motociclistico australiano
- 19 febbraio - Brian Price, canottiere canadese
- 19 febbraio - Teddy Thompson, cantautore britannico
- 19 febbraio - Jahidi White, ex cestista statunitense
- 20 febbraio - Saeed Al Kass, ex calciatore emiratino
- 20 febbraio - Johanna Beisteiner, chitarrista austriaca
- 20 febbraio - Gianpaolo Calvarese, ex arbitro di calcio italiano
- 20 febbraio - Sophie Evans, ex attrice pornografica ungherese
- 20 febbraio - Erick Fión, ex calciatore e ex giocatore di calcio a 5 guatemalteco
- 20 febbraio - Ali Latifi, allenatore di calcio e ex calciatore iraniano
- 20 febbraio - Zdravko Lazarov, ex calciatore bulgaro
- 20 febbraio - Marisa Matias, sociologa e politica portoghese
- 20 febbraio - Marek Nikl, ex calciatore ceco
- 20 febbraio - Vasilīs Polymeros, canottiere greco
- 20 febbraio - Enrico Ravaglia, cestista italiano († 1999)
- 20 febbraio - Laurențiu Rebega, politico rumeno
- 20 febbraio - Sebastián Riep, ex calciatore argentino
- 20 febbraio - Jordan River, regista italiano
- 20 febbraio - Yari Silvera, ex calciatore uruguaiano
- 20 febbraio - João Vieira, marciatore portoghese
- 21 febbraio - Rajmund Fodor, pallanuotista ungherese
- 21 febbraio - Tomasz Kiełbowicz, ex calciatore polacco
- 21 febbraio - Massimo Maffezzoli, allenatore di pallacanestro italiano
- 21 febbraio - Michael McIntyre, comico, attore e conduttore televisivo britannico
- 21 febbraio - Merwin Mondesir, attore canadese
- 21 febbraio - Juan Carlos Olave, ex calciatore argentino
- 21 febbraio - Giovanni Riina, mafioso italiano
- 21 febbraio - Ryan Smyth, ex hockeista su ghiaccio canadese
- 21 febbraio - Vita St'opina, altista ucraina
- 21 febbraio - Donald Suxho, pallavolista albanese
- 21 febbraio - Bassala Touré, ex calciatore maliano
- 22 febbraio - Christopher Isengwe, maratoneta tanzaniano
- 22 febbraio - Matthieu Louis-Jean, ex calciatore francese
- 22 febbraio - Alyssa Mastromonaco, politica statunitense
- 22 febbraio - Tamara Mello, attrice statunitense
- 22 febbraio - Faan Rautenbach, ex rugbista a 15 sudafricano
- 22 febbraio - Christian Wegmann, ex ciclista su strada e dirigente sportivo tedesco
- 22 febbraio - Matija Đulvat, allenatore di calcio a 5 e ex giocatore di calcio a 5 croato
- 23 febbraio - Rafael Əmirbəyov, ex calciatore azero
- 23 febbraio - Lorne Balfe, compositore e produttore discografico britannico
- 23 febbraio - Omar Ghayatt, artista, scenografo e regista egiziano
- 23 febbraio - Katia Guerreiro, cantante portoghese
- 23 febbraio - Kelly Macdonald, attrice britannica
- 23 febbraio - Rafael Mateos, ex ciclista su strada spagnolo
- 23 febbraio - Susumu Ōki, ex calciatore giapponese
- 23 febbraio - Angelo Rossi, politico italiano
- 23 febbraio - Víctor Sánchez del Amo, allenatore di calcio e ex calciatore spagnolo
- 24 febbraio - Grégory Campi, allenatore di calcio e ex calciatore monegasco
- 24 febbraio - Masayuki Doi, disegnatore e artista giapponese
- 24 febbraio - Beshir El-Tabei, allenatore di calcio e ex calciatore egiziano
- 24 febbraio - Crista Flanagan, attrice e sceneggiatrice statunitense
- 24 febbraio - Jos Frederiks, ex cestista olandese
- 24 febbraio - Nikolas Geōrgiou, ex calciatore cipriota
- 24 febbraio - Barbara Gilbo, cantante e showgirl italiana
- 24 febbraio - Yuval Noah Harari, storico, filosofo e saggista israeliano
- 24 febbraio - Zach Johnson, golfista statunitense
- 24 febbraio - Jan Koum, imprenditore e informatico ucraino
- 24 febbraio - Bradley McGee, dirigente sportivo, ex ciclista su strada e pistard australiano
- 24 febbraio - Matt Skiba, cantante e chitarrista statunitense
- 25 febbraio - Cyril Abidi, kickboxer e artista marziale misto francese
- 25 febbraio - Meyrem Almaci, politica belga
- 25 febbraio - Stephen Baidoo, ex calciatore ghanese
- 25 febbraio - Fabrizio Castania, compositore e direttore d'orchestra italiano
- 25 febbraio - Laura Chimenti, giornalista italiana
- 25 febbraio - Mbaye Badji, ex calciatore senegalese
- 25 febbraio - Juan Flores, ex calciatore peruviano
- 25 febbraio - Danny Fuchs, ex calciatore tedesco
- 25 febbraio - Seiji Honda, ex calciatore giapponese
- 25 febbraio - Rashida Jones, attrice, sceneggiatrice e produttrice cinematografica statunitense
- 25 febbraio - Samir Muratović, ex calciatore bosniaco
- 25 febbraio - Heidi Pakarinen, cantante finlandese
- 25 febbraio - Marco Pinotti, ex ciclista su strada, pistard e dirigente sportivo italiano
- 25 febbraio - Nenad Stojanović, politologo svizzero
- 25 febbraio - Masauso Tembo, ex calciatore zambiano
- 25 febbraio - Sammy Traoré, ex calciatore maliano
- 25 febbraio - Samaki Walker, ex cestista statunitense
- 25 febbraio - Fabio Zaffagnini, imprenditore italiano
- 26 febbraio - Demore Barnes, attore canadese
- 26 febbraio - Deborah Gelisio, tiratrice a volo italiana
- 26 febbraio - Dan Goldman, politico statunitense
- 26 febbraio - Tony Gonzalez, ex giocatore di football americano e attore statunitense
- 26 febbraio - Kyle Hamilton, canottiere canadese
- 26 febbraio - Ander Izagirre, giornalista, scrittore e blogger spagnolo
- 26 febbraio - Ante Jazić, ex calciatore canadese
- 26 febbraio - Mauro Lustrinelli, allenatore di calcio e ex calciatore svizzero
- 26 febbraio - Ky-Mani Marley, cantante, attore e rapper giamaicano
- 26 febbraio - Marcel Schelbert, ex ostacolista svizzero
- 26 febbraio - Patrik Siegl, calciatore ceco
- 26 febbraio - Nikolaos Siranidis, ex tuffatore greco
- 26 febbraio - Stanislav Vlček, ex calciatore ceco
- 26 febbraio - Attila Vári, pallanuotista ungherese
- 27 febbraio - Nikki Amuka-Bird, attrice britannica
- 27 febbraio - Ludovic Capelle, ciclista su strada belga
- 27 febbraio - Cecilia Capriotti, personaggio televisivo e attrice italiana
- 27 febbraio - Virna De Angeli, ex ostacolista e velocista italiana
- 27 febbraio - Vitalij Denisov, ex fondista russo
- 27 febbraio - Enrico Fantini, allenatore di calcio e ex calciatore italiano
- 27 febbraio - Kai Are Fossland, ex sciatore alpino norvegese
- 27 febbraio - Rhea Harder, attrice tedesca
- 27 febbraio - Jérémie Kisling, cantautore svizzero
- 27 febbraio - Koge-Donbo, fumettista giapponese
- 27 febbraio - Angelina Nikonova, regista e sceneggiatrice russa
- 27 febbraio - Barry Opdam, ex calciatore olandese
- 27 febbraio - Sergej Semak, allenatore di calcio e ex calciatore russo
- 27 febbraio - Yukari Tamura, doppiatrice e cantante giapponese
- 27 febbraio - Oney Tapia, atleta paralimpico italiano
- 27 febbraio - Jindřich Trpišovský, allenatore di calcio ceco
- 27 febbraio - Marco Antonio Verni, pesista cileno
- 28 febbraio - Geri Çipi, dirigente sportivo e ex calciatore albanese
- 28 febbraio - Federica Daga, politica italiana
- 28 febbraio - Dente, cantautore italiano
- 28 febbraio - Francisco Elson, ex cestista olandese
- 28 febbraio - Audun Grønvold, sciatore alpino e sciatore freestyle norvegese († 2025)
- 28 febbraio - Sandy Jeannin, ex hockeista su ghiaccio svizzero
- 28 febbraio - Midori Kawana, doppiatrice e cantante giapponese
- 28 febbraio - Kaido Külaots, scacchista estone
- 28 febbraio - Ali Larter, attrice e modella statunitense
- 28 febbraio - Ulrik Laursen, ex calciatore danese
- 28 febbraio - Maamar Mamouni, ex calciatore algerino
- 28 febbraio - José Manuel Roca, allenatore di calcio e ex calciatore spagnolo
- 28 febbraio - Rogério Fidélis Régis, ex calciatore brasiliano
- 28 febbraio - Manuela Tesse, allenatrice di calcio e ex calciatrice italiana
- 28 febbraio - Anderson de Andrade, ex giocatore di calcio a 5 brasiliano
- 29 febbraio - Ja Rule, rapper e attore statunitense
- 29 febbraio - Tinoi Christie, ex calciatore neozelandese
- 29 febbraio - Vonteego Cummings, ex cestista statunitense
- 29 febbraio - Gehad Grisha, arbitro di calcio egiziano
- 29 febbraio - Shane Johnson, attore statunitense
- 29 febbraio - Katalin Kovács, canoista ungherese
- 29 febbraio - Rosalia Messina, ex cestista italiana
- 29 febbraio - Tausha Mills, ex cestista statunitense
- 29 febbraio - Malik Moore, ex cestista statunitense
- 29 febbraio - Milaim Rama, ex calciatore svizzero